# William Cameron Sproul
William Cameron Sproul, född 16 september 1870 i Lancaster County i Pennsylvania, död 21 mars 1928, var en amerikansk republikansk politiker. Han var Pennsylvanias guvernör 1919–1923. 
Sproul studerade vid Swarthmore College och var verksam som publicist i Pennsylvania.
Sproul efterträdde 1919 Martin Grove Brumbaugh som Pennsylvanias guvernör och efterträddes 1923 av Gifford Pinchot. Sproul meddelade att han inte var intresserad av att ställa upp som Warren G. Hardings vicepresidentkandidat i presidentvalet i USA 1920. Massachusetts guvernör Calvin Coolidge, som tackade ja och sedan valdes till vicepresident, blev USA:s president år 1923 när Harding avled i ämbetet. Sproul avled 1928 och gravsattes i Chester.